# 苏军胜利塔
苏军胜利塔位于中华人民共和国辽宁省大连市旅顺口区城区西部斯大林路，已列为辽宁省文物保护单位。

## 历史
苏军胜利塔建于1955年，苏军撤离旅顺之前。该年3月开工，同年9月3日落成。

## 建筑
苏军胜利塔高45米，寓意1945年反法西斯战争胜利。塔身五角形。经178级螺旋阶梯，可登临两层平台。塔尖铜制镀金，顶端红五角星，周围有镀金穗饰。外廊有3块铸铜牌匾，用俄中两国文字刻有颂扬苏联红军功绩的铭文。

## 保护
1979年6月6日，苏军胜利塔由旅大市革命委员会公布为市级重点文物保护单位，即第一批大连市文物保护单位。
2003年3月20日，苏军胜利塔公布为第六批辽宁省文物保护单位。